# Barceloneta I

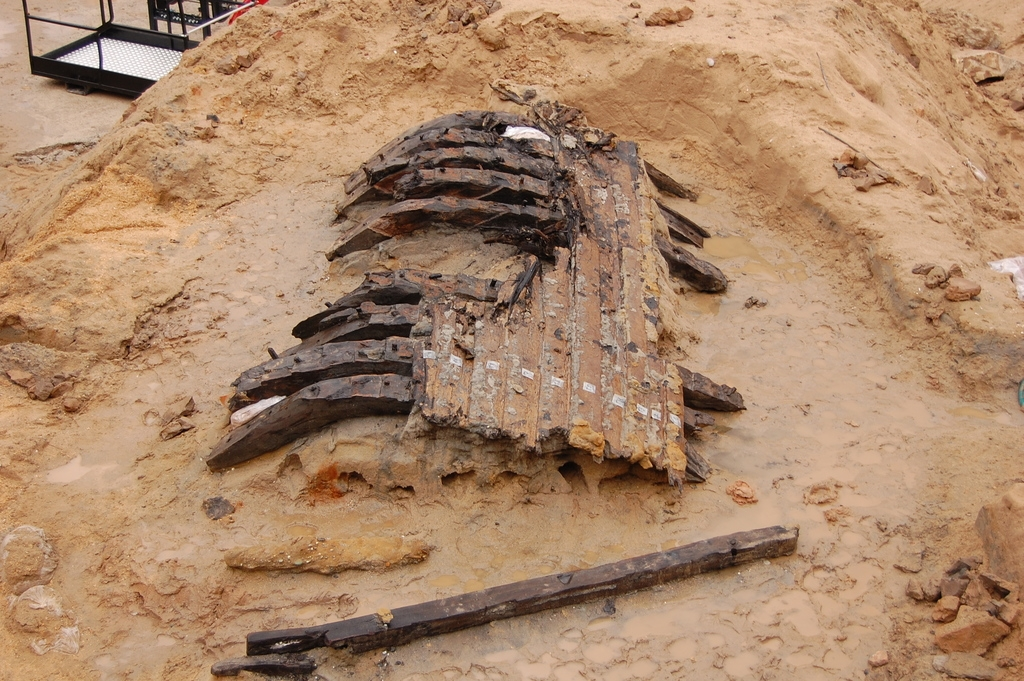
Barceloneta I en procés d'excavació.

Barceloneta I és el nom donat a les restes d'un vaixell del segle XV que es conserven al Museu d'Història de Barcelona i que van ser trobades a Barcelona, a les excavacions dutes a terme al sector de l'antiga estació de les rodalies l'any 2008.

## Estructura nàutica

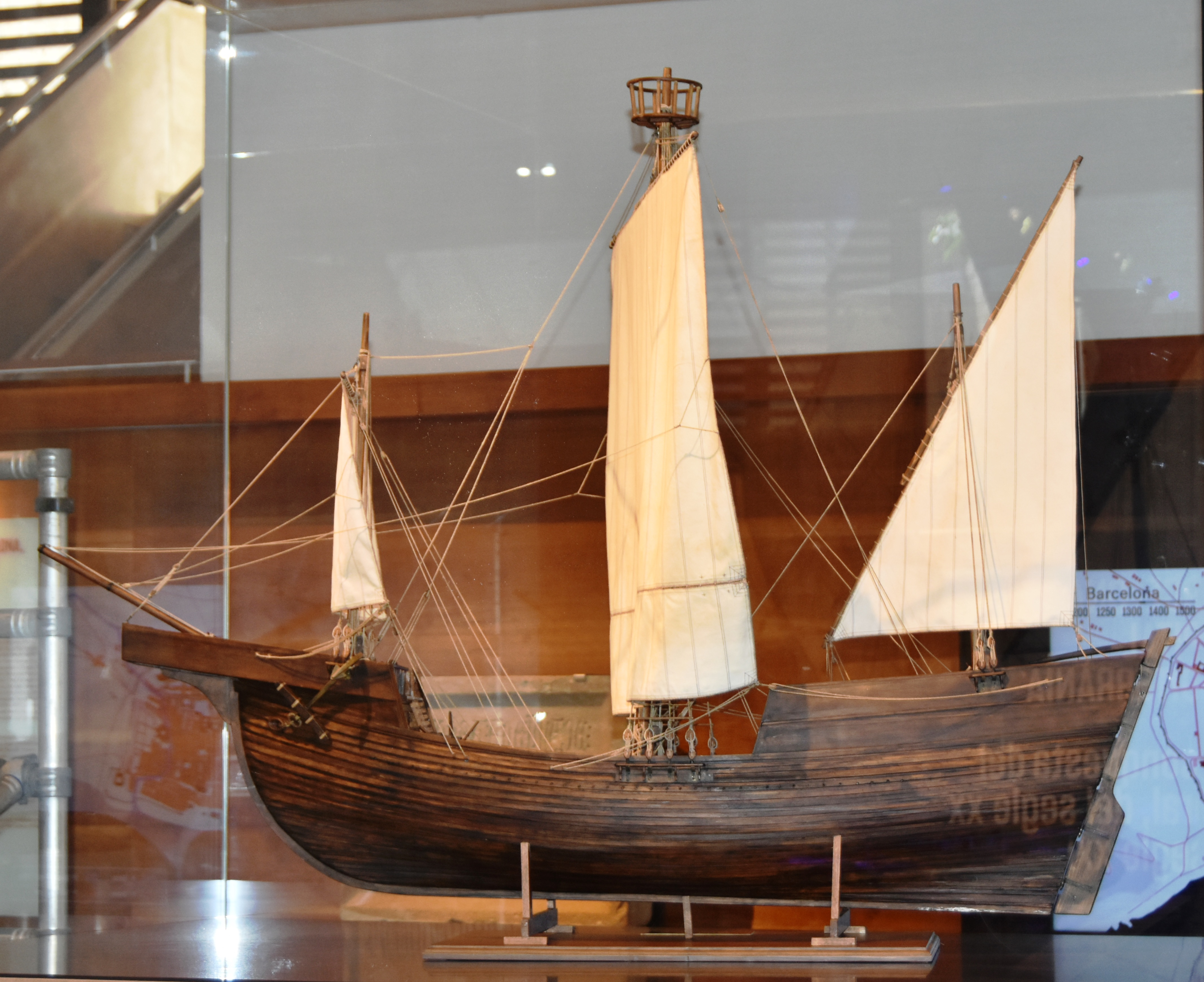
Maqueta a escala 1:20 del vaixell Barceloneta I exposada al MUHBA

Les restes conservades corresponen a la part del costat d'una nau i constitueixen una estructura formada per 10 quadernes i 11 taules de folre. La fusta emprada és la fusta de roure, amb alguns afegits de fusta de pi
Es tracta d'un buc tinglat. Aquesta característica es dona en les embarcacions construïdes a l'Atlàntic. La construcció naval atlàntica destacava per tenir les taules del folre sobreposades i s'utilitzaven claus i reblons per a fixar les taules entre elles.
El Barceloneta I tindria una llargada d'uns 25 metres i unes 100 tones de pes.
Una reconstrucció fidel del vaixell sencer a escala 1ː20 es va presentar l'any 2019 al MUHBA amb motiu de l'exposició Barcelona Capital mediterrània. La metamorfosi medieval, segles xiii-XV.

## Història

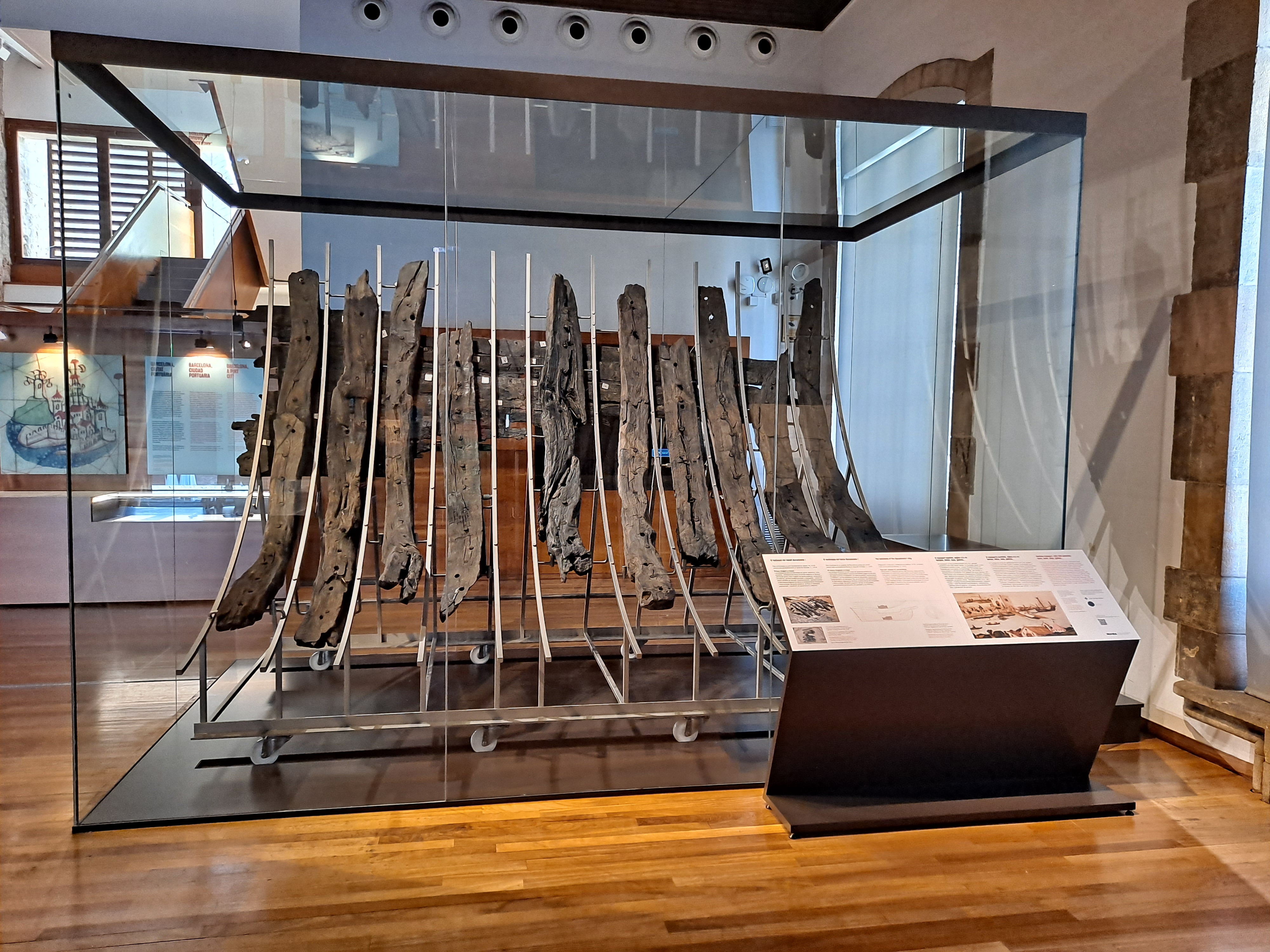
Presentació del vaixell medieval Barceloneta I a MUHBA Plaça del rei

Les anàlisis fetes a partir de les restes permeten datar la construcció del Barceloneta I cap al 1410 i situar el seu origen al sector atlàntic de la Península Ibèrica, Cantàbria o el País Basc.
La data d'enfonsament o desballestament se situa cap a 1430-1439, és a dir, abans de la construcció del primer moll del port de Barcelona
La troballa de les restes es va produir l'any 2008. i aquestes s'han incorporat al MUHBA després d'un llarg procés de restauració dut a terme al CASC de Girona
Al mes de maig de 2021 es va presentar la instal·lació del Barceloneta I a l'avantcambra del Palau Reial (MUHBA Plaça del Rei), en el marc de l'exposició Barcelona, port mediterrani entre oceans.